# Serval
Der Serval (Leptailurus serval) ist eine mittelgroße Art der Katzen, die meist auf ockergelbem Grund schwarz gefleckt ist; in der typischen Fleckung ähnelt er dem Geparden. Die sehr schlanke und hohe Art zeichnet sich durch sehr lange Beine und einen kleinen Kopf mit großen Ohren aus. Der Serval lebt als Jäger in Savannen und Waldrandzonen sowie in Überflutungsflächen und Sumpfgebieten in Afrika. Er ernährt sich vor allem von kleinen Nagetieren, die er durch sein sehr gutes Gehör aufspürt. Bei der Jagd bewegt sich der Serval langsam durch das Grasland und lauscht nach potenziellen Beutetieren, die er dann mit den Vorderfüßen packt. Er ist zudem in der Lage, sehr hoch zu springen und dabei auch auffliegende Vögel zu fangen. Mehr als 90 Prozent der Nahrung des Servals bestehen aus Säugetieren, die gewöhnlich weniger als 200 Gramm und damit weniger als 2 Prozent seines eigenen Körpergewichts wiegen. Er ist Einzelgänger, wobei die Muttertiere gelegentlich von Jungtieren begleitet werden. Je nach Region und Störungen sind sie meist nacht- und dämmerungsaktiv, können aber auch am Tag gesichtet werden.
Südlich der Sahara ist er weit verbreitet und in den meisten Ländern vom Senegal im Westen und Somalia im Osten Afrikas bis in den Süden der Republik Südafrika anzutreffen. Im Norden Afrikas war er ursprünglich ebenfalls weit verbreitet, ist heute allerdings in den meisten Ländern und Regionen Nordafrikas ausgestorben; ob es im Atlasgebirge im Süden Marokkos noch Exemplare gibt, ist unklar. Seit den 1980er-Jahren ist er zudem in der ehemaligen Kapprovinz Südafrikas weitgehend ausgestorben. Wie andere Wildkatzenarten wurde auch der Serval als Pelztier bejagt, wobei als Serval und Servalkatze allerdings auch Felle der Ginsterkatzen, der Asiatischen Zibetkatzen und der Fischkatze gehandelt wurden. Der Serval wurde nicht domestiziert, allerdings wurden Servale mit Hauskatzen gekreuzt, um die Savannah-Katze zu erhalten. Heute ist der Serval wie andere Katzen geschützt und der Handel mit den Tieren oder den Fellen je nach Staaten verboten oder zumindest reglementiert.
Die Bezeichnung Serval stammt vermutlich von dem portugiesischen Wort lobo-cerval (wörtlich übersetzt „Hirschwolf“ oder „wilder Wolf“) ab, einer lokalen Bezeichnung für den Iberischen Luchs, der früher auch in Portugal vorkam, dort aber mittlerweile ausgestorben ist. Der Name entstand im 18. Jahrhundert und findet sich in dieser oder ähnlicher Form in mehreren europäischen Sprachen. Die wissenschaftliche Erstbeschreibung stammt von dem deutschen Naturforscher Johann Christian von Schreber, der die Tiere anhand von Darstellungen anderer Zoologen und Naturforscher beschrieb. Dabei basiert seine Darstellung vor allem auf einer Veröffentlichung von Georges-Louis Leclerc de Buffon, nach der die Art in Indien vorkommen sollte, und Schreber fasste diese Beschreibungen mit Berichten aus Südafrika zusammen. Später wurde das Verbreitungsgebiet der Art auf Afrika eingegrenzt.

## Merkmale

### Allgemeine Merkmale
Der Serval erreicht eine Kopf-Rumpf-Länge von 59 bis 92 Zentimetern und eine Schwanzlänge von 20 bis 38 Zentimetern; die Schulterhöhe beträgt bis zu 60 Zentimeter. Das Körpergewicht liegt zwischen 6 und 13,5 Kilogramm, wobei die Männchen in der Regel etwas schwerer als die Weibchen sind und es regionale Unterschiede gibt. Damit ist er um etwa 20 Zentimeter höher gebaut als der südamerikanische Ozelot, der eine ähnliche Körperlänge hat, und gleicht dem Karakal, der ein ähnliches Gewicht aufweist. Der Körper ist sehr schlank mit einem kleinen, leicht gebauten Kopf. Der Schwanz ist vergleichsweise kurz und erreicht hängend etwa die halbe Standhöhe des Tieres. Die Beine sind sehr lang; innerhalb der Katzenfamilie hat keine andere Art im Verhältnis längere Beine. Dabei tragen vor allem verlängerte Mittelfußknochen und Zehenknochen zu dieser Länge bei. Die Vorderfüße haben fünf und die Hinterfüße vier Zehen. Die Zehen sind zudem sehr beweglich und besitzen lange, hakenähnliche Krallen.

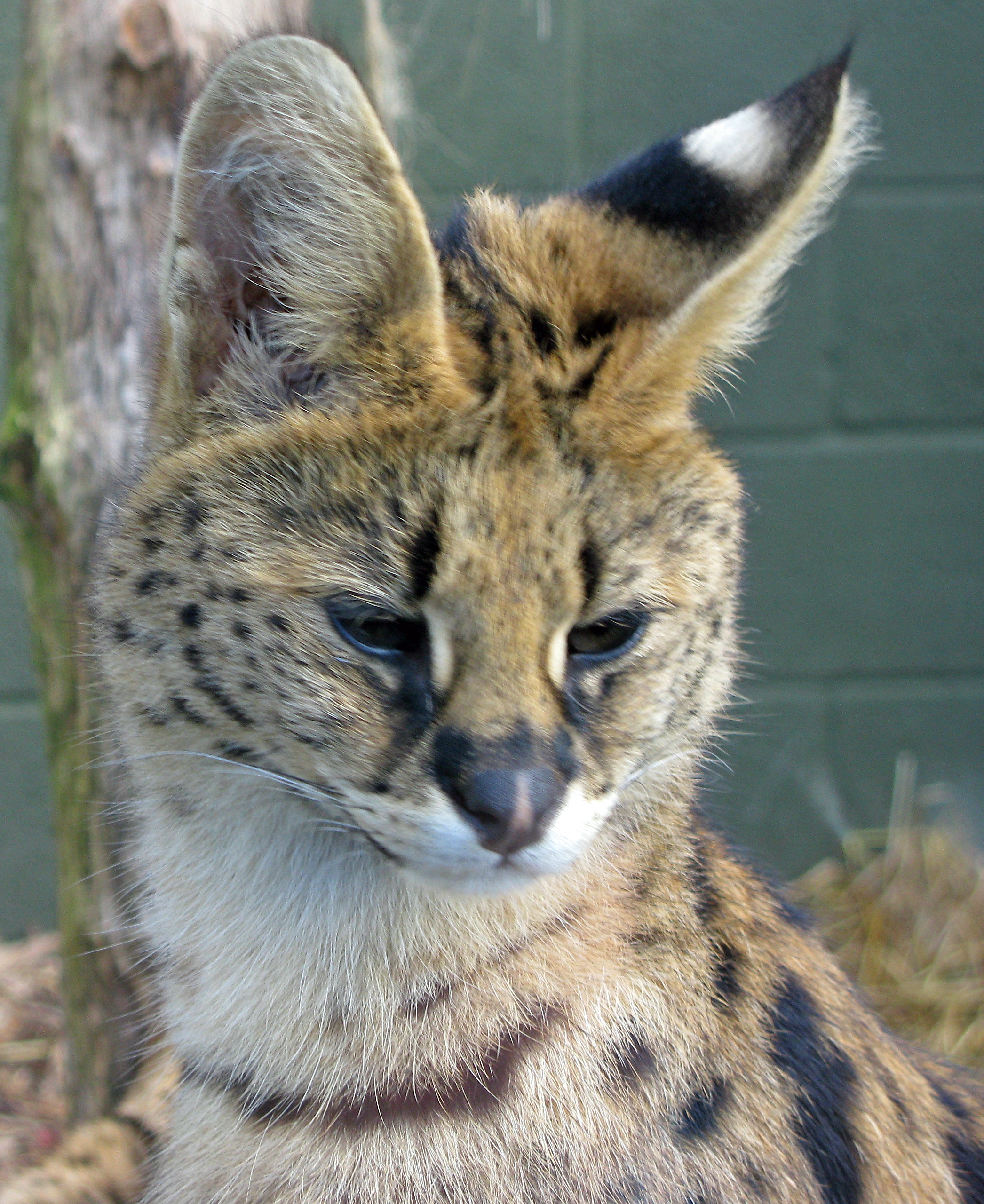
Der Kopf eines Servals

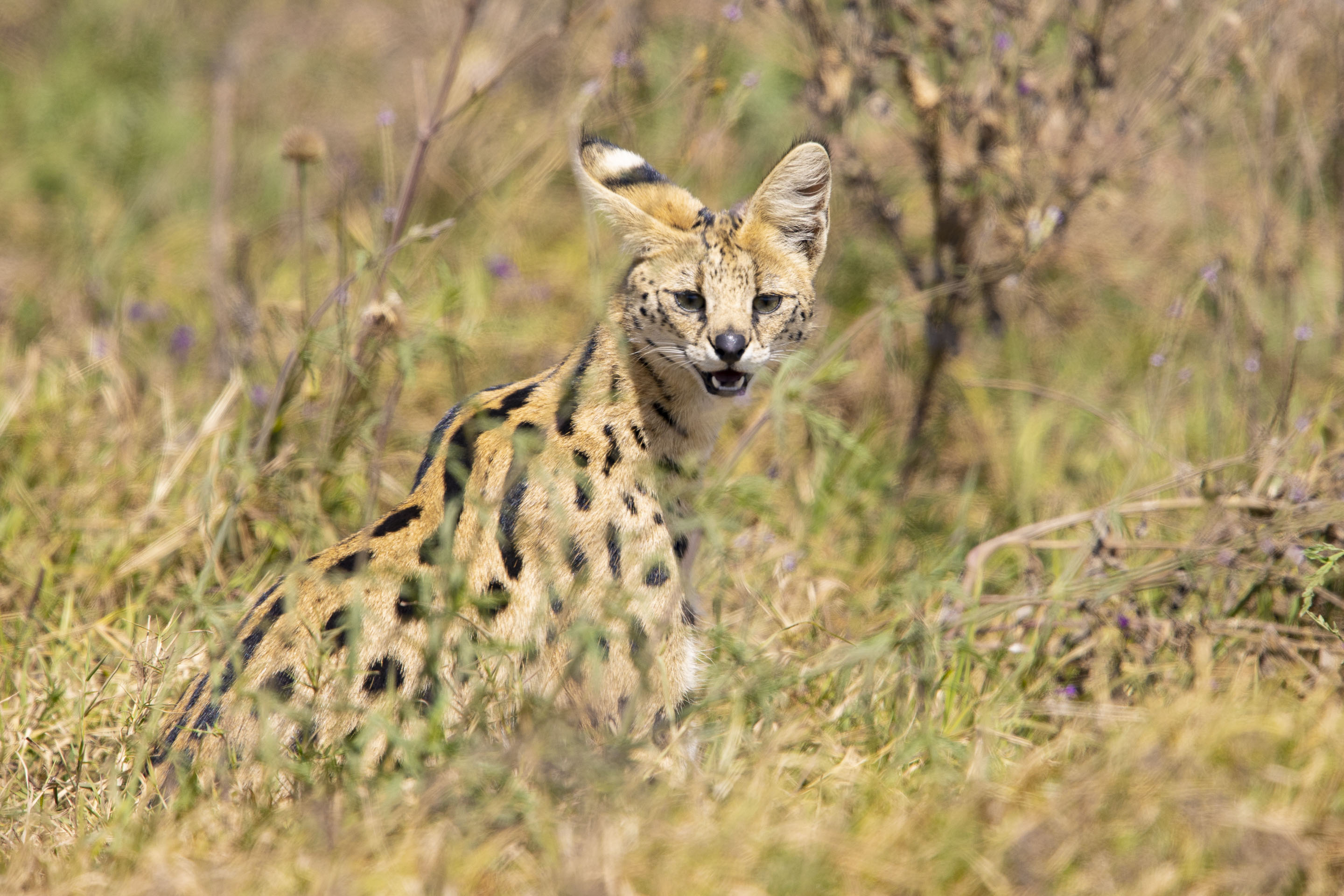
Serval in Ngorongoro, Tansania

Das Fell ist gelbbraun-sandfarben bis goldgelb mit deutlicher brauner Fleckung aus teilweise punktförmigen kleinen und größeren Flecken, die vor allem im Bereich des Nackens, auf der Schulter und an den Beinen Streifen bilden können. Das Fell und die Fleckung ähneln dabei denen des Geparden. Das Fleckenmuster weist große individuelle Unterschiede auf. So gibt es Servale mit sehr kleinen Flecken, während andere große Flecken haben, die am Nacken und Rücken in Streifen übergehen. Zu Beginn des 19. Jahrhunderts hielten Taxonomen es für möglich, dass es sich bei den klein- und großgefleckten Servalen jeweils um eigenständige Arten handelt. Bei den gestreiften Formen ziehen sich drei bis vier lange braune Streifen vom Hinterkopf auf die Schultern, die sich dann auf dem Rücken in Punktreihen auflösen. In Hochlandgebieten Ostafrikas, beispielsweise den Aberdare-Bergen in Kenia und in Äthiopien, gibt es auch vollkommen schwarze, melanistische, Servale, die anfangs gleichfalls für eine eigene Art gehalten wurden. Die meisten dieser melanistischen Servale wurden in Höhenlagen zwischen 2450 und 2750 Metern gesichtet. Daneben kommen auch leuzistische Tiere mit weißer Fellfarbe vor.
Die Schnauze, das Kinn und die Kehle sind weiß; die Färbung geht in das goldgelbe Gesichtsfell mit kleinen dunklen Flecken auf den Wangen und über den Augen über. Die Nase ist ganz oder teilweise rosafarben, häufig auch schwarz. Die Augen sind schwarz umrandet mit kupferbrauner oder grünlicher Iris. Die Ohrmuscheln sind ovalrund und im Verhältnis zur Kopfgröße sehr groß; sie erreichen eine Länge von 8,5 bis 9 Zentimetern. Sie sind in der Innenseite lang behaart, und die Rückseite ist schwarz mit einem deutlichen weißen Fleck oder einer weißen Linie. Die Paukenblase am Schädel ist ebenfalls groß ausgebildet. Die Brust und der Bauch sind hell sandfarben bis weißlich mit langen Haaren. Die Weibchen haben drei Paar Zitzen, zwei im Abdominalbereich und eines in der Lendengegend.

### Merkmale des Schädels
| 3 | · | 1 | · | 3 | · | 1 | = 30 |
| 3 | · | 1 | · | 2 | · | 1 | = 30 |

Der Schädel ist gewölbt und im Profil abgerundet. Er ist leicht gebaut und im Vergleich zu dem des ähnlich großen Karakals sehr schmal. Die Schnauze ist gerundet, und der Schädel weist keine prominenten Sagittal- und Überaugenkämme auf. Die Kopfoberseite ist glatt, und auch hier gibt es keine besonders auffälligen Muskelansatzstellen. Der Processus coronoideus des Unterkiefers ist ebenfalls nicht so gut entwickelt wie beim Karakal, und auch hier sind keine speziellen Grate vorhanden.
Das Gebiss des Servals entspricht dem typischen Katzengebiss. Es enthält pro Oberkieferhälfte drei Schneidezähne (Incisivi), einen Eckzahn (Caninus), drei Vorbackenzähne (Praemolares) sowie einen Backenzahn (Molaris) und pro Unterkieferhälfte drei Schneidezähne, einen Eckzahn, zwei Vorbackenzähne und einen Backenzahn. Insgesamt besitzen die Tiere somit 30 Zähne. Im Gegensatz zum Karakal ist auch der untere zweite Prämolar (p2) fast immer vorhanden und gut ausgebildet. Junge Servale bekommen ihr Permanentgebiss im Alter von etwa sechs Monaten und beginnen kurz danach mit der eigenständigen Jagd.

### Genetische Merkmale
Die Tiere besitzen einen diploiden Chromosomensatz aus 2n = 36 Chromosomen.

## Verbreitungsgebiet und Lebensraum

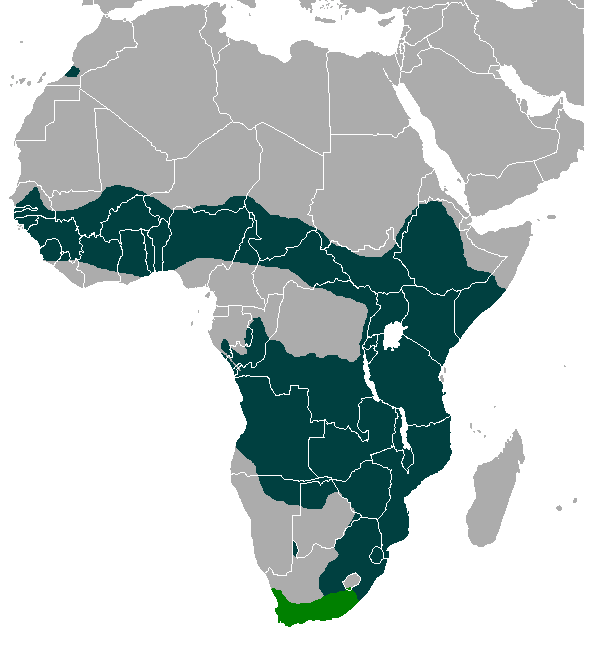
Verbreitungsgebiet des Servals
dunkelgrün: aktuelles Verbreitungsgebiet
hellgrün: ausgestorben

Der Serval kommt ausschließlich in Afrika vor. Historisch kam er in zwei von der Sahara getrennten Beständen in Nordafrika und südlich der Sahara vor. Allerdings hat der Serval sehr spezifische Ansprüche an seinen Lebensraum, so dass er nur jeweils einzelne Regionen in diesem Verbreitungsgebiet bewohnt. Südlich der Sahara ist er weit verbreitet und gehört zur Fauna der meisten Länder vom Senegal im Westen und Somalia im Osten Afrikas bis in den Süden der Republik Südafrika.
Es ist unsicher, ob es noch Servalpopulationen in Nordafrika gibt. Die letzten bestätigten Sichtungen stammen hier aus den 1970er-Jahren. In Algerien gilt ein 1936 getötetes Individuum als letztes Exemplar seiner Art in dem Land; allerdings wurden in den 1990ern Tiere im El-Kala-Nationalpark gesichtet. Im Südwesten Marokkos wurden Servale bis in die 2000er-Jahre dokumentiert. In Südafrika war er ursprünglich entlang der gesamten südlichen Küstenlinie verbreitet; seit den 1980er-Jahren ist er in der ehemaligen Kapprovinz weitgehend ausgestorben, und nur in der Provinz Freistaat konnte er sich etablieren und vielleicht sogar wieder ausweiten. In einigen Gebieten profitiert der Serval zudem von Entwaldungen, vor allem im Bereich der Waldgebiete im Äquatorbereich in Zentralafrika.
Servale bewohnen verschiedene Typen von Grasland und Savannen. Ihr Vorkommen ist an das Vorhandensein von Wasser und einer Vegetation aus Gras und Schilf gebunden, und sie sind entsprechend auch in Sumpfgebieten und Überflutungsflächen anzutreffen. In Wüsten oder Halbwüsten kommen sie nicht vor, können aber dort überleben, wo Wasserläufe solche trockenen Regionen durchziehen. Auch Wald können sie bewohnen, sofern der Baumwuchs schütter und immer wieder von Lichtungen und Grasbeständen durchbrochen ist, so etwa in Regenwald-Savannen-Mosaikregionen in Gabun und dem Kongo oder in Küstennähe in Sierra Leone. Im Nationalpark Odzala im nördlichen Kongo kommen sie auch sympatrisch mit der eigentlich in den dichteren Regenwaldgebieten lebenden Afrikanischen Goldkatze (Caracal aurata) vor. In den dichten Waldbeständen des äquatorialen Westafrika fehlen Servale vollständig.
Sofern Wasser, Nahrung und Deckung vorhanden sind, scheinen das jeweilige Mikroklima und die Höhenlage keine Restriktionen für diese Katzenart darzustellen. Man hat sie in 3000 m Höhe in den Mooren des Aberdare-Nationalparks in Kenia beobachtet. Auch im Kamberg Nature Reserve der südafrikanischen Midlands kommen sie vor, wo im afrikanischen Winter regelmäßig Frosttemperaturen herrschen und gelegentlich sogar Schnee fällt. Zudem können sie auf landwirtschaftlich genutzten Flächen sowie Kaffee- oder Bananenplantagen mit einer hohen Nagetierdichte und ausreichend Deckung vorkommen.

## Lebensweise

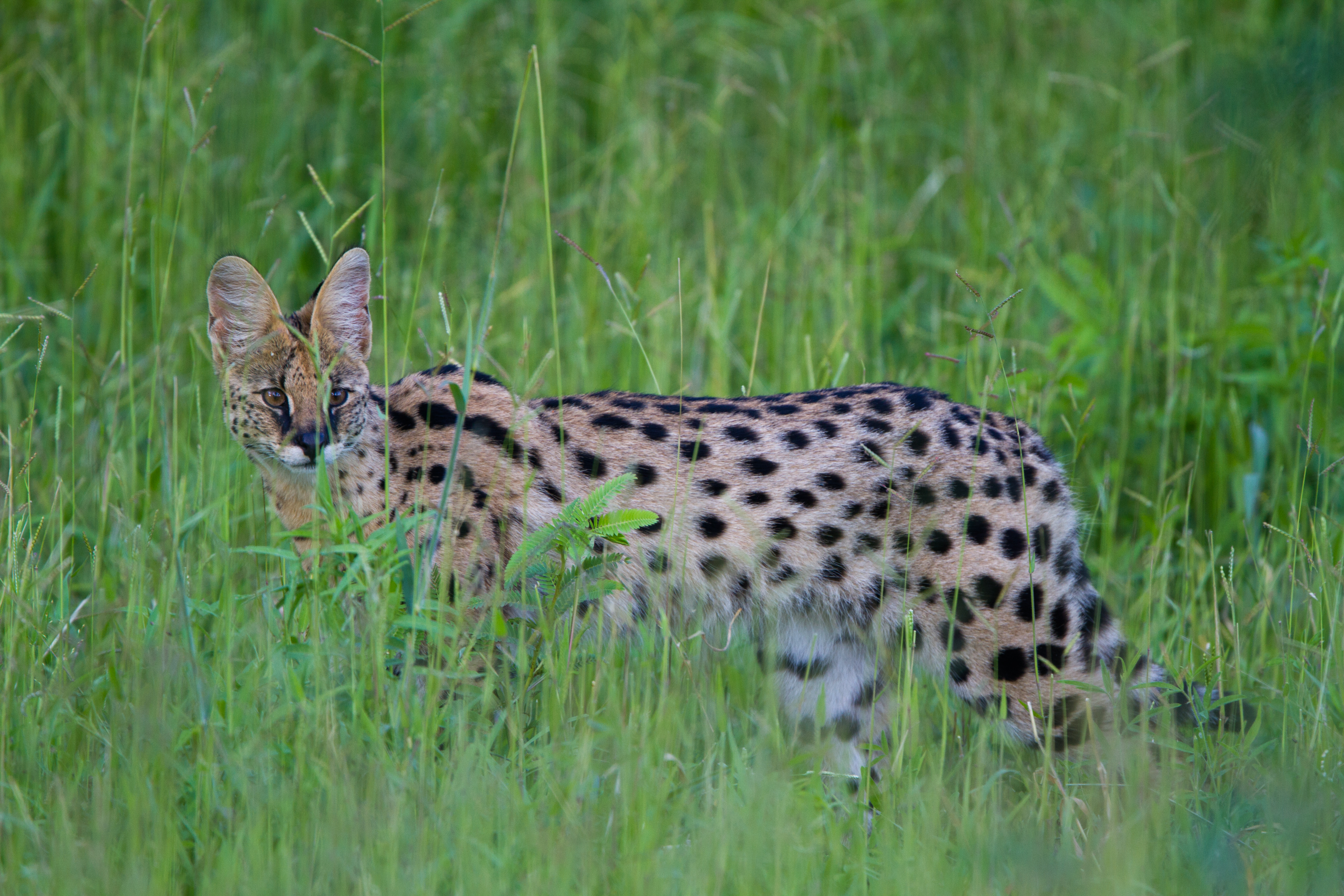
Serval im Südluangwa-Nationalpark, Sambia

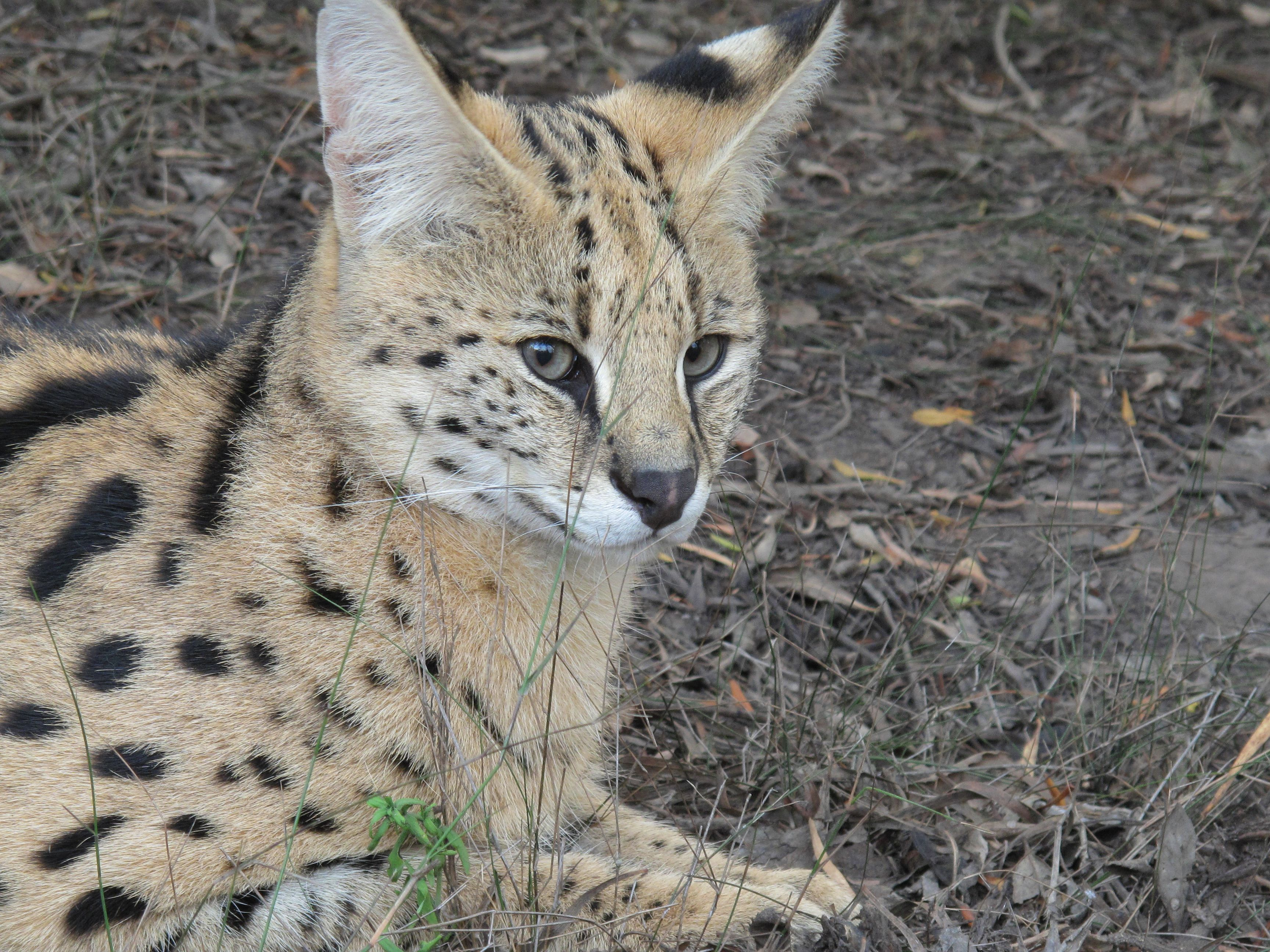
Porträt eines Servals

Servale sind Einzelgänger und kommen nur zeitweise während der Paarungszeit zu Paaren zusammen. Werden mehrere Tiere gemeinsam gesichtet, handelt es sich um Muttertiere mit ihren Jungen. Junge Servale jagen ab einem Alter von etwa sechs Monaten selbstständig, werden jedoch bis zu einem Alter von etwa einem Jahr von der Mutter als Jagdbegleiter oder als eigenständige Jäger im Revier der Mutter geduldet.
Die Tiere werden gelegentlich als nacht- und dämmerungsaktiv bezeichnet; ihr Aktivitätsmuster ist aber häufig sowohl durch die Anwesenheit von Menschen beeinflusst als auch durch das Verhalten ihrer Beutetiere. In Regionen, in denen sie viele große und nachtaktive Nahrungskonkurrenten haben, weichen sie auf andere Tageszeiten aus. In ungestörten Gebieten des Ngorongoro ist der Serval überwiegend am frühen Morgen und in den späten Nachmittagsstunden unterwegs. Während der Nacht begibt er sich etwa alle drei Stunden auf eine kurze Jagd. Während der heißesten Tagestemperatur ruht er gewöhnlich im Schatten. Diese Ergebnisse wurden auch durch Studien an sechs Servalen bestätigt, deren Aktivitätsmuster im Kamberg Nature Reserve mit Hilfe von Funksendern untersucht wurden. Insbesondere an dunstigen oder bewölkten Tagen waren sie hier auch während des Tages auf Jagd. Im Rustenburg Nature Reserve unweit der südafrikanischen Stadt Rustenburg waren die dortigen Servale dagegen überwiegend nachtaktiv, und im Serengeti-Nationalpark werden sie als weitgehend tagaktiv beschrieben. In Gebieten mit intensiver Landwirtschaft, etwa in den Drakensberg Midlands in Südafrika und damit verbundener Störung durch Menschen, vermeiden sie Aktivitäten am Tag. Dabei können die Aktivitätszeiten auch geschlechtsspezifisch sein. So waren bei Untersuchungen mit Kamerafallen im Nationalpark Odzala in der Republik Kongo Männchen eher nachtaktiv, während die Weibchen eher tagsüber auf die Jagd gingen. Die Unterschiede in den Aktivitätsmustern hingen hier wahrscheinlich mit dem Vorkommen von Tüpfelhyänen (Crocuta crocuta) zusammen, die in hohem Maße nachtaktiv sind und daher eine größere Überschneidung der Aktivitätsmuster mit den männlichen Servalen aufweisen.
Bei Störungen und zwischen den Jagdphasen nutzen Servale hohe Gras- oder Schilfbestände, Waldreste oder den Schatten von Einzelbäumen als Rückzugsorte und Ruheplätze, wobei sie die Ruheplätze meist regelmäßig wechseln. Obwohl die Tiere gut klettern können und in Bäumen bis in neun Metern Höhe beobachtet wurden, leben sie fast ausschließlich am Boden. Während der Ruhephasen dösen sie und beschäftigen sich mit ihrer Fellpflege, wobei sie durchgehend die Umgebung im Auge behalten. Beim Auftauchen größerer Raubtiere oder Menschen verhalten sie sich still und ducken sich ins Gras.
Die Bestandsdichte reicht von acht Tieren pro 100 Quadratkilometer im Kamberg Nature Reserve in KwaZulu-Natal in Südafrika bis zu mehr als 40 Tieren im Ngorongoro-Krater. Langzeituntersuchungen zum Revierverhalten von Servalen liegen vor allem aus diesen Gebieten vor. Die untersuchten Tiere bewegten sich nächtlich etwa zwei bis vier Kilometer weit; Weibchen hatten dabei ein Revier von mindestens 9,5 Quadratkilometern, während die der Männchen mit 11,6 Quadratkilometern unwesentlich größer sind. Reviere von Weibchen überlappten sich dabei nur geringfügig. Da die Tiere allerdings nicht mit Sendern ausgestattet waren und manchmal für längere Zeiten nicht beobachtet wurden, konnte der tatsächliche Aktionsradius nur auf Basis der verfügbaren Daten abgeschätzt werden. Da ein Weibchen indessen über einen Zeitraum von neun Jahren regelmäßig im gleichen Gebiet auftauchte, kann von einer ausgeprägten Gebietstreue ausgegangen werden. Im Kamberg Nature Reserve wurden für besenderte Weibchen Reviergrößen von 19,8 und 15,8 Quadratkilometern ermittelt; ein Männchen hatte ein Revier von 31,5 Quadratkilometern. Letzteres überlappte teilweise mit den Revieren der Weibchen; alle drei zeigten insgesamt jedoch nur geringe Überlappungen zueinander. Untersuchungen in Tansania konnten die höchsten Bestandsdichten in regenreicheren Waldrandgebieten mit etwa 5,6 Tieren pro 100 Quadratkilometer aufweisen. Hier war zudem die Dichte größerer Raubtiere wie Löwen sowie die Störungsfrequenz durch Menschen geringer als in den Savannengebieten des Landes. Für Namibia wurden 2018 Daten zur Bestandsdichte im Khaudum-Nationalpark und dem Mudumu North Complex ermittelt, wobei eine sehr geringe Dichte von nur 1,28 Servalen pro 100 Quadratkilometern für Khaudum und 0,63 Servalen pro 100 Quadratkilometern für Mudumu North geschätzt wurden. Aus weiteren Daten und aktualisierten Verbreitungskarten ergab sich entsprechend, dass Namibia eine geografisch begrenzte Population mit sehr geringer Dichte beherbergt, die möglicherweise durch Lebensraumfragmentierung und andere Umwelteinflüsse gefährdet ist. In intensiv landwirtschaftlich genutzten Gebieten in den Drakensberg Midlands in Südafrika wurden für Männchen Aktivitätsbereiche von etwa 38 Quadratkilometern ermittelt, wobei das Kernrevier durchschnittlich etwa 8,3 Quadratkilometer umfasste; bei den Weibchen beschränkte sich der Aktivitätsbereich auf durchschnittlich 6,2 Quadratkilometer mit einem Kernbereich von etwa 1,1 Quadratkilometern. Die Größe der Aktivitätsbereiche nahm bei dieser Studie bei den Weibchen mit zunehmendem Alter und geringerer Verfügbarkeit von Feuchtgebieten ab, während sie bei den Männchen zunahm. Für beide Geschlechter wurde gezeigt, dass natürliche Lebensräume wie Feuchtgebiete und Wald mit Buschland gegenüber anderen Habitaten bevorzugt wurden; Ackerland wurde generell gemieden.
Servale, vor allem die männlichen Tiere, markieren ihr Revier mit Urinmarken an Bäumen und anderer Vegetation oder mit Kot an prominenten Stellen; zudem hinterlassen sie Kratzspuren am Boden. Ein im Ngorongoro-Krater beobachtetes Männchen hinterließ über eine Periode von 12 Stunden pro Stunde durchschnittlich 41 Duftmarken. Bei Weibchen ist das Verhalten etwas weniger ausgeprägt. Das Verhalten der Männchen gegenüber Rivalen, die in ihr Revier eindringen, kann unterschiedlich ausfallen. In manchen Fällen werden die potenziellen Rivalen mehr oder weniger ignoriert, in anderen kommt es zu Rivalenkämpfen, bei denen sich die Tiere gegenüberstehen und versuchen, sich durch das Aufstellen des Schwanzes, einen Katzenbuckel und Sprünge so groß wie möglich zu machen, während sie die Zähne und Krallen zeigen, bis der Eindringling verschwindet.
Durch physiologische Anpassungen und ihr Verhalten können Servale niedrige Temperaturen gut tolerieren.

### Nahrung und Jagdweise

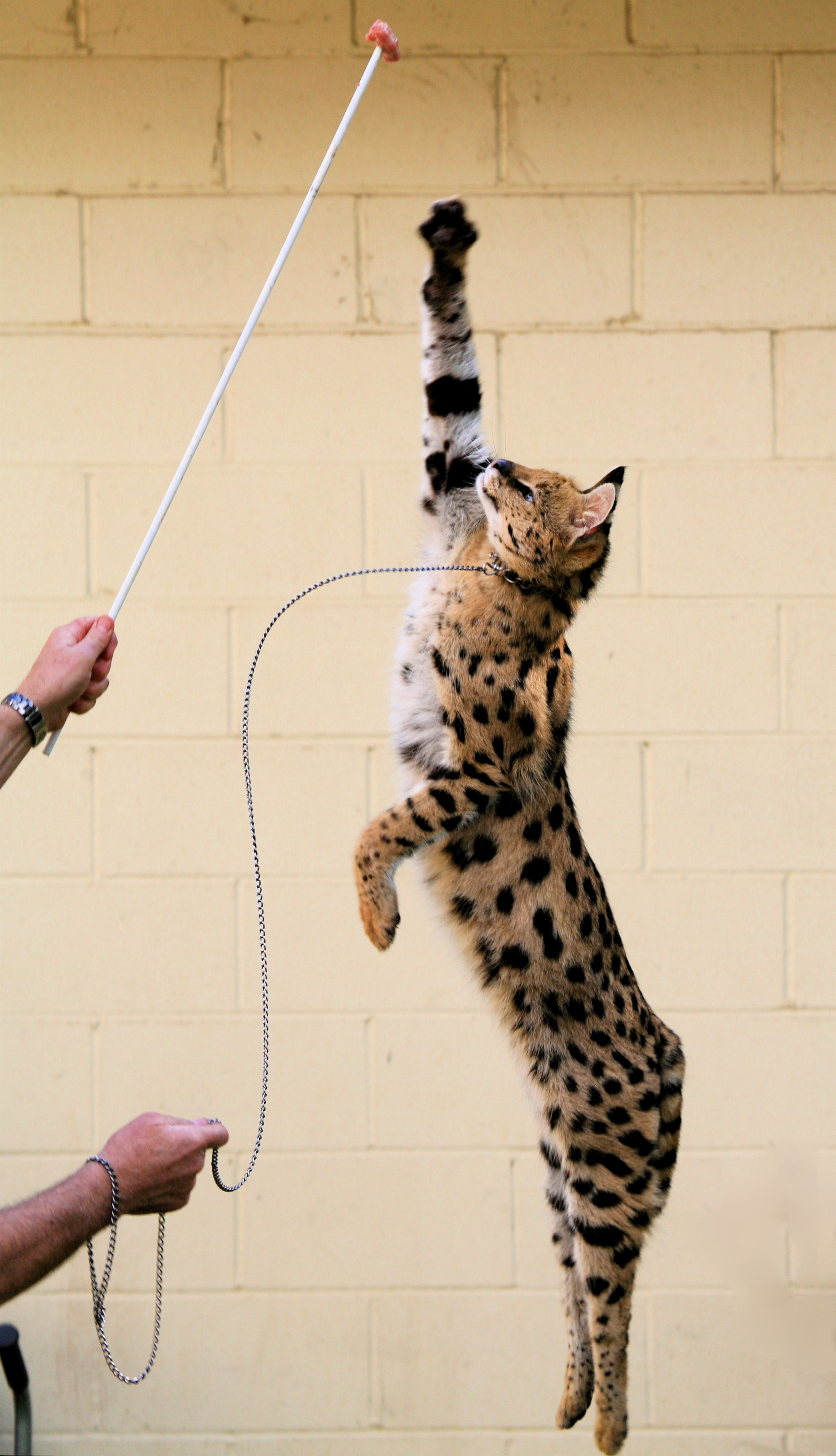
Serval im Sprung

Der Serval ist ein spezialisierter Jäger, der mit seinen langen Beinen und seinem sehr guten Gehör darauf spezialisiert ist, kleine Nagetiere in hohem Gras zu jagen. Mehr als 90 Prozent der Nahrung eines Servals bestehen aus Säugetieren, die gewöhnlich weniger als 200 Gramm und damit weniger als 2 Prozent seines eigenen Körpergewichts wiegen. In Simbabwe machen Vielzitzenmäuse, die zwischen 20 und 80 Gramm wiegen, und die zwischen 100 und 200 Gramm schweren Lamellenzahnratten den größten Teil seiner Beute aus. In Tansania spielt neben Lamellenzahnratten auch die nur etwa fünf Gramm schwere Afrikanische Zwergmaus in seiner Ernährung eine größere Rolle. Weitere Beutetiere sind Rennmäuse, Baummäuse, Ratten, Graumulle, Borstenhörnchen, Spitzmäuse, Goldmulle, Buschhasen und andere Kleinsäugetiere. Daneben jagt der Serval auch kleine Vögel (Webervögel, kleine Rallen), Eidechsen, Schlangen, Frösche, Krebse und Insekten. Obwohl der größte Teil der Nahrung aus Landwirbeltieren besteht, die er im hohen Gras fängt, jagen Servale vereinzelt auch im Wasser nach Beute wie etwa Fröschen, Fischen oder sogar jungen Nilkrokodilen, wie über Kamerafallen aus dem Okavangodelta in Botswana dokumentiert werden konnte.
Bei Feldstudien in den landwirtschaftlich genutzten Gebieten in den Drakensberg Midlands in Südafrika wurden 17 Beutetiere des Servals dokumentiert, darunter zehn Nagetierarten und die zu den Schleichkatzen gehörende Kleinfleck-Ginsterkatze (Genetta genetta), kleine Huftiere, Vögel, Reptilien und Insekten. Der Großriedbock (Redunca arundinum), der vor der Umwandlung der ursprünglichen Feuchtgebiete in landwirtschaftliche Flächen regelmäßig erbeutet wurde, spielte nur noch eine sehr kleine Rolle im Nahrungsspektrum der dortigen Servale. In Gefangenschaft gehaltene Servalen hat man dabei beobachtet, wie sie mit ihren Pfoten Fische aus dem Wasser angeln. Sie überwältigen auch größere Tiere, wie beispielsweise kleine Flamingos, Trappen und junge Antilopen, jedoch stellen diese nur gelegentliche Beute dar. Einen sehr geringen Anteil der Nahrung machen Pflanzen wie Gräser und Früchte aus, die wahrscheinlich zur Unterstützung der Verdauung aufgenommen werden.
Jagende Servale laufen gewöhnlich langsam und vorsichtig durch das Grasland und halten immer wieder inne, um nach Beutetieren zu lauschen. Gelegentlich setzen sie sich bis zu 15 Minuten nieder, bis sie ein Geräusch vernehmen, das auf Beutetiere hinweist. Haben sie ein Beutetier gehört, nähern sie sich vorsichtig und verharren mehrfach zum Lauschen, dann springen sie fuchsähnlich mit einem hohen Satz nach dem Beutetier. Ein einzelner Sprung kann dabei drei bis sechs Meter weit und einen Meter hoch reichen. Sie versuchen, das Beutetier mit einer oder beiden Pfoten zu ergreifen. Fangen sie das Beutetier nicht mit dem ersten Sprung, folgen mehrere schnelle steifbeinige Sprünge, bei denen der Serval mit allen vier Pfoten in der Luft ist. Dies ist eine für Servale charakteristische Jagdweise.
Mit ihren hakenartigen Krallen sind sie in der Lage, in Erdbauen oder unter Vegetation nach Nagetieren zu greifen. Sie graben gelegentlich auch, um an in Erdbaue geflüchtete Nagetiere zu gelangen. Ein junges Männchen wurde dabei beobachtet, wie es auf den Hinterbeinen stand und versuchte, mit seinen Vorderpfoten die Nestlinge aus Schwalbennestern zu angeln. Schlangen töten sie, indem sie mit ihren Pfoten nach ihnen schlagen oder sie mehrmals schnell beißen. Insbesondere jüngere Servale spielen mit ihrer Beute, bevor sie diese fressen. Sie werfen gelegentlich ihre Beute in die Luft und fangen diese wieder. Servale sind auch in der Lage, Vögel und Insekten in der Luft zu fangen. Sie greifen dabei die auffliegenden Tiere mit den Vorderpfoten und landen dann nur auf den Hinterpfoten. Es wird ihnen nachgesagt, mit den Vorderpfoten noch Vögel zu erreichen, die sich bereits drei Meter über dem Erdboden befinden.
Gefangene Beutetiere werden in der Regel im Maul zu Ruheplätze getragen und dort gefressen; seltener frisst der Serval die Beute am Jagdort. Dabei legt er sich meist auf den Boden und hält die Beute zwischen den Vorderpfoten. Kleinere Beutetiere werden in der Regel mit wenigen Bissen oder im Ganzen geschluckt, gekaut wird nur wenig. Weibchen mit Jungtieren suchen um ihren Bau herum nach Nahrung; sie verbringen etwa doppelt so viel Zeit mit der Jagd wie Weibchen ohne Nachwuchs. Mit zunehmendem Alter der Jungtiere nutzen sie einen größeren Teil ihres Reviers.

### Fortpflanzung und Entwicklung
Der Serval lebt grundsätzlich einzelgängerisch. Bei Beobachtungen von mehreren Servalen handelt es sich entweder um eine kurzfristig bestehende Paarbeziehung, während das Weibchen im Östrus ist, oder um ein Muttertier mit nahezu ausgewachsenen Jungtieren.

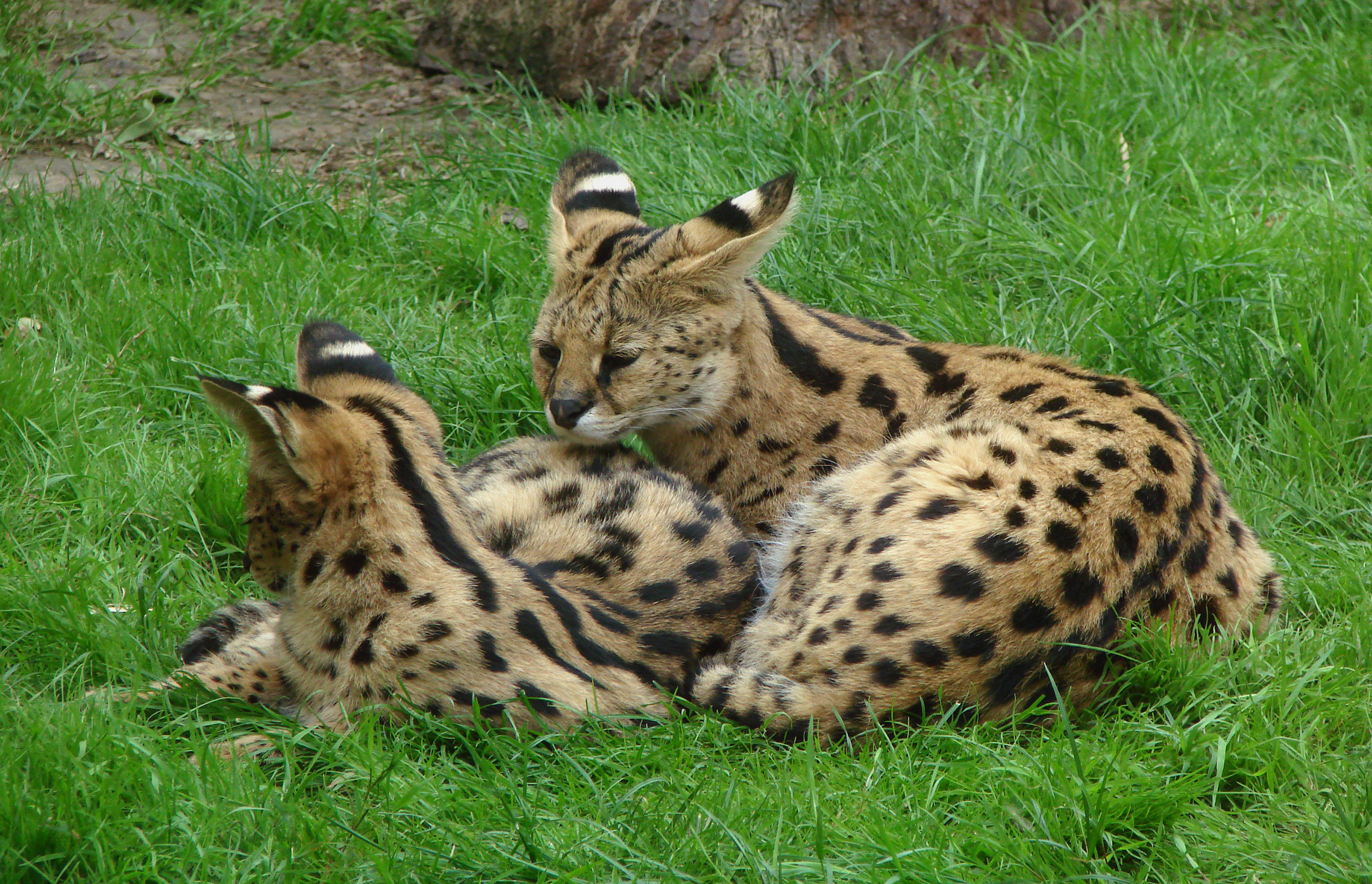
Zwei junge Servale in einem französischen Zoo

Der Östrus eines weiblichen Servals dauert zwischen ein bis vier Tage. Sein Beginn geht mit einer Verhaltensänderung des Weibchens einher, das dann häufiger kurz und scharf miaut. Dieses Miauen ist noch über größere Distanz hörbar. Die Tragezeit von Servalen beträgt rund 74 Tage. Die typische Wurfgröße sind zwei Junge, es wurden aber auch schon Würfe mit vier Jungtieren beobachtet. Jungtiere kommen in Afrika ganzjährig zur Welt, grundsätzlich gibt es aber einen zeitlichen Zusammenhang zwischen der Fortpflanzungsperiode von Mäuseartigen und Servalen. Servale werfen ihre Jungen etwa einen Monat vor dem Höhepunkt der Nagetiervermehrung. Im Ngorongoro-Krater sind die Monate September und November typischerweise die Monate, in denen die meisten Servale zur Welt kommen. Dabei handelt es sich um das Ende der Trockenperiode. In Botswana werfen Servale dagegen ihre Jungtiere überwiegend während der Regenzeit.
In Gefangenschaft gehaltene Servale sind in der Lage, drei- oder viermal pro Jahr zu werfen, wenn die Jungtiere entweder bei Geburt sterben oder fortgenommen werden. Das kürzeste beobachtete Wurfintervall bei Servalen, die ihre Jungtiere aufziehen, lag dagegen bei 184 Tagen. Das weist darauf hin, dass Servale unter optimalen Bedingungen in der Lage sind, zwei Würfe innerhalb eines Jahres großzuziehen. In freier Wildbahn stellt dies jedoch die Ausnahme dar, und ein Wurf pro Jahr ist die typische Fortpflanzungsrate.
Frischgeborene Jungtiere wiegen etwa 250 Gramm, ihr Fell ist etwas mehr grau als das Fell adulter Tiere. Die Jungtiere öffnen ihre Augen zwischen dem 9. und 13. Lebenstag. Sie beginnen feste Nahrung zu fressen, wenn sie etwa einen Monat alt sind. Jungtiere verlieren ihr Milchgebiss in einem Alter von etwa sechs Monaten und sind kurz darauf in der Lage, selber zu jagen. In einem Alter von etwa einem Jahr verlassen sie das Revier ihres Muttertiers.
In Gefangenschaft gehaltene Weibchen waren mit einem Alter von etwas mehr als einem Jahr geschlechtsreif. Im Zoo werden Servale bis zu zwanzig Jahre alt. Ihre Lebensdauer in freier Wildbahn dürfte um einiges niedriger sein, nach Schätzungen erreichen sie im Schnitt ein Alter von etwa zehn Jahren. Weibchen ziehen in dieser Zeit vermutlich zwischen 16 und 20 Jungtiere groß.
In Gefangenschaft gehaltene Tiere konnten sowohl mit dem nahe verwandten Karakal als auch mit der Europäischen Wildkatze und der Hauskatze gekreuzt werden.

### Fressfeinde und Parasiten

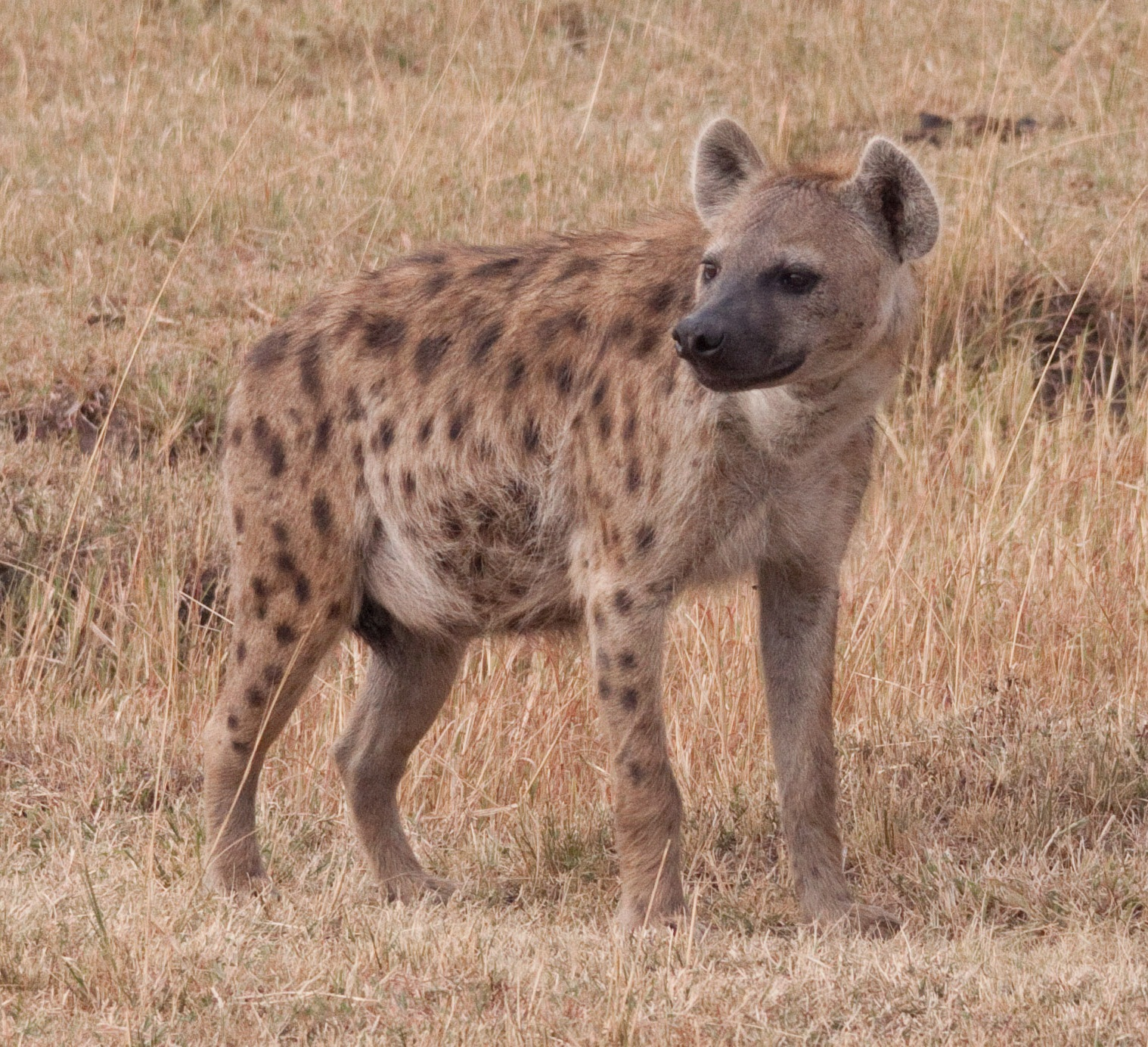
Die Tüpfelhyäne stellt neben größeren Raubkatzen den wichtigsten Fressfeind des Servals dar.

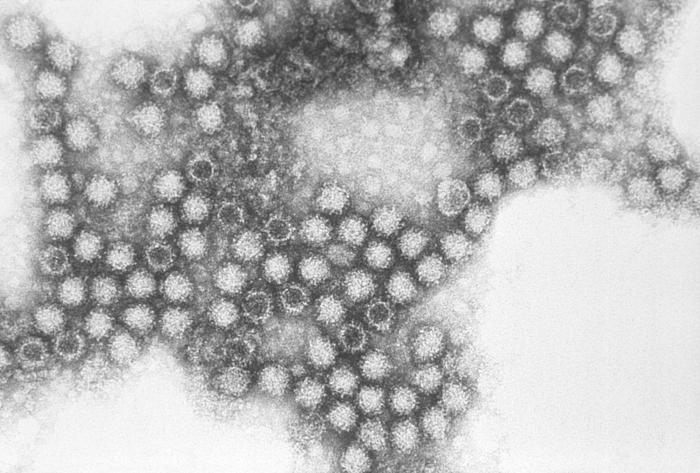
Das Feline Calicivirus kann auch den Serval infizieren

Servale haben wenige Feinde, vor allem junge Tiere werden jedoch manchmal von größeren Katzen wie Löwen oder Leoparden sowie anderen Prädatoren erbeutet. Neben den Katzen gehören hierzu vor allem Tüpfelhyänen, denen Servale aus dem Weg gehen. Entdecken sie eine Hyäne, dann kauern sie sich auf den Boden und warten ab. Nähert sich die Hyäne zu sehr, fliehen sie mit einer Serie weiter Sprünge, dabei ist der Schwanz hoch aufgerichtet. Auch Schabrackenschakale, Buschschweine, Nilkrokodile, Felsenpythons oder große Greifvögel wie der Kampfadler können vor allem Jungtiere erbeuten und wurden teilweise dabei beobachtet. Als Schutz vor Prädatoren dient vor allem die Fellzeichnung, durch die Servale sich im hohen Gras tarnen. Servale klettern zudem auf Bäume, um möglichen Prädatoren zu entgehen.
Wildlebende Vertreter sind häufig von Parasiten und Krankheiten betroffen, deren Überträger Arthropoden sind. Zu den Ektoparasiten, die Servale befallen, gehören vor allem Katzenflöhe und verschiedene Zeckenarten. Dokumentiert sind die Schildzecken Haemaphysalis spinulosa, Amblyomma hebraeum, Rhipicephalus appendiculatus und Rhipicephalus simus. Als Endoparasit wurde der Hakenwurm Ancylostoma paraduodenale bei Tieren aus Somalia nachgewiesen, zudem konnten bei teilweise in Gefangenschaft lebenden Einzeltieren Infektionen wie Leptospirose, Toxoplasmose und Babesiose diagnostiziert werden.
Daneben ist der Serval anfällig für Viruserkrankungen, die auch andere Katzenarten befallen können. Die Tollwut war bis zum Ende des 19. Jahrhunderts in Afrika südlich der Sahara unbekannt und wurde erstmals 1892 bei einem Hund in der Kapprovinz im heutigen Südafrika registriert. Seitdem hat sie sich von Haustieren auf in der Wildnis lebende Arten und insbesondere auf Fleischfresser wie Schleichkatzen und Schakale verlagert. Der Serval gilt als typisches Raubtier in freier Wildbahn als potenzieller Überträger des Virus und obwohl insbesondere in Südafrika die Hauptarten, die die Ausbreitung des Tollwutvirus begünstigen, die Fuchsmanguste (Cynictis penicillata), der Löffelhund (Otocyon megalotis) und der Schabrackenschakal (Lupulella mesomelas) sind, wurden im Zeitraum 1992 bis 2000 drei Fälle von Tollwut bei Servalen in Simbabwe registriert. Weitere Viruserkrankungen, die den Serval betreffen können, sind Panleukopenie, infektiöse Peritonitis, Katzenschnupfen, Calicivirose und Felines Immundefizienz-Virus (FIV), die für die meisten Arten der Katzen charakteristisch sind und auch beim Serval identifiziert wurden.

## Systematik

### Externe Systematik

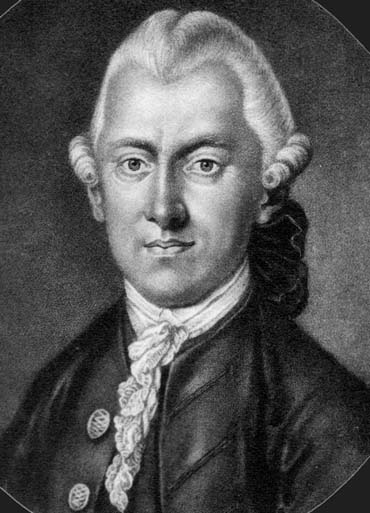
Johann Christian von Schreber

Der Serval wird als eigenständige Art und einziger Vertreter der damit monotypischen Gattung Leptailurus innerhalb der Katzen eingeordnet. Wissenschaftlich erstbeschrieben wurde er von Johann Christian von Schreber im Jahr 1776 in seinem Werk Die Säugethiere in Abbildungen nach der Natur als Felis serval und damit den Katzen zugeordnet. Schreber beschrieb ihn dabei als eine Art aus Ostindien, Tibet und dem Vorgebirge zum Kap der Guten Hoffnung in Afrika, Die Beschreibung baute auf der Darstellung in der Histoire naturelle von Georges-Louis Leclerc de Buffon auf, nach der der Serval in Malabar „bei den dortigen Portugiesen“ vorkommt und auf Bäumen lebt. Den Hinweis zum Vorkommen in Südafrika ergänzte Schreber aufgrund von Berichten über eine dort lebende „Tigerkatze“, die dem beschriebenen Serval sehr ähnlich sein sollte. Johann Andreas Wagner, der die Arbeiten an Schrebers Werk weiterführte, merkte 1841 an, dass die Benennung des mittlerweile nur noch in Afrika verorteten Tieres von einem unbekannten Tier in Indien aus Buffons Beschreibung auf den heutigen Serval übertragen wurde. Er selbst ordnete ihn in eine Gruppe ein, die er Tupfkatzen oder Servalinae nannte. 1924 wurde die Terra typica durch Glover Morrill Allen auf die Kapregion Südafrikas eingegrenzt.
Die heute eigenständige Gattung Leptailurus wurde 1858 von Nikolai Alexejewitsch Sewerzow als Untergattung von Felis aufgestellt und im 20. Jahrhundert aufgrund morphologischer Unterschiede zu den anderen Felis-Arten in den Gattungsrang erhoben;. während in Veröffentlichungen zu Beginn des 20. Jahrhunderts der Serval und seine Unterarten noch der Gattung Felis zugeordnet wurden,bsp. setzte sich ab etwa 1940 die Gattungsbezeichnung Leptailurus durch.bsp. Auf der Basis umfangreicher molekularbiologischer Merkmale wurde der Serval innerhalb der Katzen dem Karakal und der Afrikanischen Goldkatze, die gemeinsam die Gattung Caracal bilden, als Schwesterart zugeordnet. Dabei wurde teilweise vorgeschlagen, auch den Serval in die Gattung Caracal aufzunehmen. Das gemeinsame Taxon wiederum wird den restlichen Kleinkatzen mit Ausnahme der Marmorkatze gegenübergestellt, die Trennung von den restlichen Katzen fand vor etwa 8,5 Millionen Jahren im späten Miozän als Folge der Besiedlung Afrikas durch die gemeinsamen Vorfahren der Caracal-Linie statt, während sich die ursprünglichen Katzen in Eurasien und später auch in Nordamerika ausbreiteten.

### Unterarten
Bereits Wagner stellte fest, dass Felis capensis, Felis galeopardus und Felis senegalensis als Synonyme zum von Schreber beschriebenen Serval zu betrachten sind, zahlreiche weitere Beschreibungen der Art und verschiedener Unterarten werden heute ebenfalls als Synonyme betrachtet. Dabei wurden die meisten Unterarten jeweils durch äußere Merkmale wie die Größe, die Fellfarbe und die Zeichnung gegeneinander abgegrenzt. Während das Werk Mammal Species of the World von 2005 insgesamt 18 Unterarten listet, werden nach dem Handbook of the Mammals of the World von 2009 nur noch sieben Unterarten anerkannt:
- Leptailurus serval serval (Schreber, 1776) ist die von Schreber beschriebene Nominatform. Sie lebt im südlichen Teil des Verbreitungsgebietes vom südlichen Tansania bis zum Ostkap in Südafrika. Felis capensis (Forster, 1781) und Felis galeopardus (Desmarest, 1820) werden als Synonyme für die Nominatform angesehen.[36]
- Leptailurus serval brachyurus (Wagner, 1841) kommt in Sierra Leone vor. Die ursprünglich von William Ogilby 1839 als Felis servalina anhand von Fellen aus Sierra Leone beschriebene Art wurde von Wagner 1841 als zweifelhafte Art benannt. Er gab ihr allerdings den neuen Namen Felis brachyura, da der von Ogilby gewählte Name bereits vergeben war.[37] Auch Felis ogilbyi (Schinz, 1844) wird ans Synonym betrachtet.[38]
- Leptailurus serval constantinus (Forster, 1780) lebt im nördlichen Marokko und Algerien und ist wahrscheinlich vom Aussterben bedroht. Er wurde 1780 von Georg Forster als Konstantiner Katze Felis constantina aus der Region um Constantine in Algerien beschrieben. Nach seiner Darstellung handelt es sich um eine Form des Karakals, der sich von diesem jedoch deutlich unterscheidet.[39] Felis algiricus (J. B. Fischer, 1829) wird als Synonym betrachtet.[40]
- Leptailurus serval hindei (Wroughton, 1910) lebt in Kenia östlich des Rift Valleys. In seiner Abhandlung über verschiedene Servale in Afrika von 1910 lehnte Robert Charles Wroughton die aktuell gültige Erstbenennung Felis serval vollständig ab, da sie auf Buffon aufbauend zu keiner Katze in Afrika passen könne.[32] Stattdessen setzte er Felis capensis (Forster, 1781) als Erstbenennung fest und beschrieb mehrere Unterarten, darunter Felis capensis hindei aus den Aberdare-Bergen in Ostafrika.[32] Zwei weitere, Felis capensis kempi vom Mount Elgon und Felis capensis beirae aus der Region um Beira in Mosambik,[32] werden heute nicht mehr anerkannt, wurden jedoch in Mammal Species of the World von 2005 noch als valide Unterarten gelistet. Zudem akzeptierte er Felis galeopardus und Felis togoensis als gültige Unterarten.[28]
- Leptailurus serval lipostictus (Pocock, 1907) lebt in Uganda, der Demokratischen Republik Kongo und dem nördlichen Angola.[31] Reginald Innes Pocock diskutierte in seinem Artikel 1907 die Synonymie verschiedener Benennungen afrikanischer Katzenarten. Dabei beschrieb er mit Felis servalina liposticta auch eine neue Unterart des Serval auf der Basis eines Individuums aus Mombasa, das in seiner Färbung der asiatischen Rohrkatze (Felis chaus) entsprach.[31]
- Leptailurus serval phillipsi (G.M. Allen, 1914) kommt vom Tschadsee nach Osten bis in das Hochland von Äthiopien vor. Die Unterart wurde von Glover Morrill Allen anhand eines Felles und eines Skeletts vom Blauen Nil im Sudan als Felis capensis phillipsi beschrieben. Er benannte die Unterart nach John Calhoun Phillips und baute bei seiner Beschreibung auf die Arbeiten von Wroughton von 1910 auf.[33]
- Leptailurus serval tanae (Pocock, 1944): lebt in den Trockengebieten von Äthiopien, Eritrea und dem Norden von Somalia. In seinem Artikel über Servale in Nordafrika beschrieb Pocock 1944 neben dem bereits bekannten Leptailurus serval constantinus auch Leptailurus serval tanae als neue Art für die Region Abessinien.[35]

Andrew Kitchener und eine Arbeitsgruppe der IUCN Cat Specialist Group reduzierten die Anzahl der Unterarten 2017 auf drei: L. serval serval, L. serval constantinus und L. serval liptostictus. Sie legten dabei allerdings keine konkrete Analyse zu Grunde, sondern folgten einer Analogie zur Systematik von Huftieren sowie Revisionen zum Geparden und der Weißschwanzmanguste (Ichneumia albicauda). Darauf aufbauend fassten sie die bekannten Formen in eine östliche, eine westliche und eine südliche Unterart zusammen.

### Etymologie
Die Bezeichnung „Serval“ stammt vermutlich von dem portugiesischen Wort lobo-cerval (wörtlich übersetzt „Hirschwolf“ oder „wilder Wolf“), einer lokalen Bezeichnung für den Iberischen Luchs, der früher auch in Portugal vorkam, dort aber mittlerweile ausgestorben ist. Der Name entstand im 18. Jahrhundert und findet sich in dieser oder ähnlicher Form in mehreren europäischen Sprachen (u. a. französisch „loup cervier“) und ist abgeleitet vom lateinischen „lupus cervarius“ für den Luchs, etymologisch übersetzt als „Wolf, der den Hirsch jagt“. Der Gattungsname Leptailurus leitet sich von den griechischen Begriffen „λεπτός“ / „leptos“ für „leicht“ oder „fein“ und „αἴλουρος“ / „ailouros“ für „Katze“ ab.

## Stammesgeschichte
Die Fossilgeschichte des Serval ist bisher nur ungenügend rekonstruierbar. Im Pliozän und Pleistozän treten in der afrikanischen Paläolandschaft verschiedene mittelgroße Katzen auf, deren fossile Reste zumeist sehr bruchstückhaft sind, allerdings zwei Größenklassen bilden. Sie können einerseits dem heutigen Serval, andererseits auch dem Karakal entsprechen. Nicht ausgeschlossen ist, dass hier aber auch eine unbekannte, rezent ausgestorbene Katzenform präsent ist. Als mögliche Überreste des Serval werden verschiedene Kieferbruchstücke und Elemente des Körperskeletts von Laetoli im nördlichen Tansania genannt. Ihr Alter beträgt rund 3,6 Millionen Jahre. Mit einer Stellung im Übergang vom Pliozän zum Pleistozän vor etwa 2,5 Millionen Jahren dürften Fossilfunde aus Makapansgat im nordöstlichen Südafrika etwas jünger sein. Dagegen ist die Zugehörigkeit eines Zahns aus Lemudung'o im südwestlichen Kenia zum Serval umstritten. Mit einem Alter von rund 6 Millionen Jahren und damit dem ausgehenden Miozän angehörend, wäre es der älteste Hinweis auf den Serval bisher.

## Menschen und Servale

### Pelztierjagd und -handel

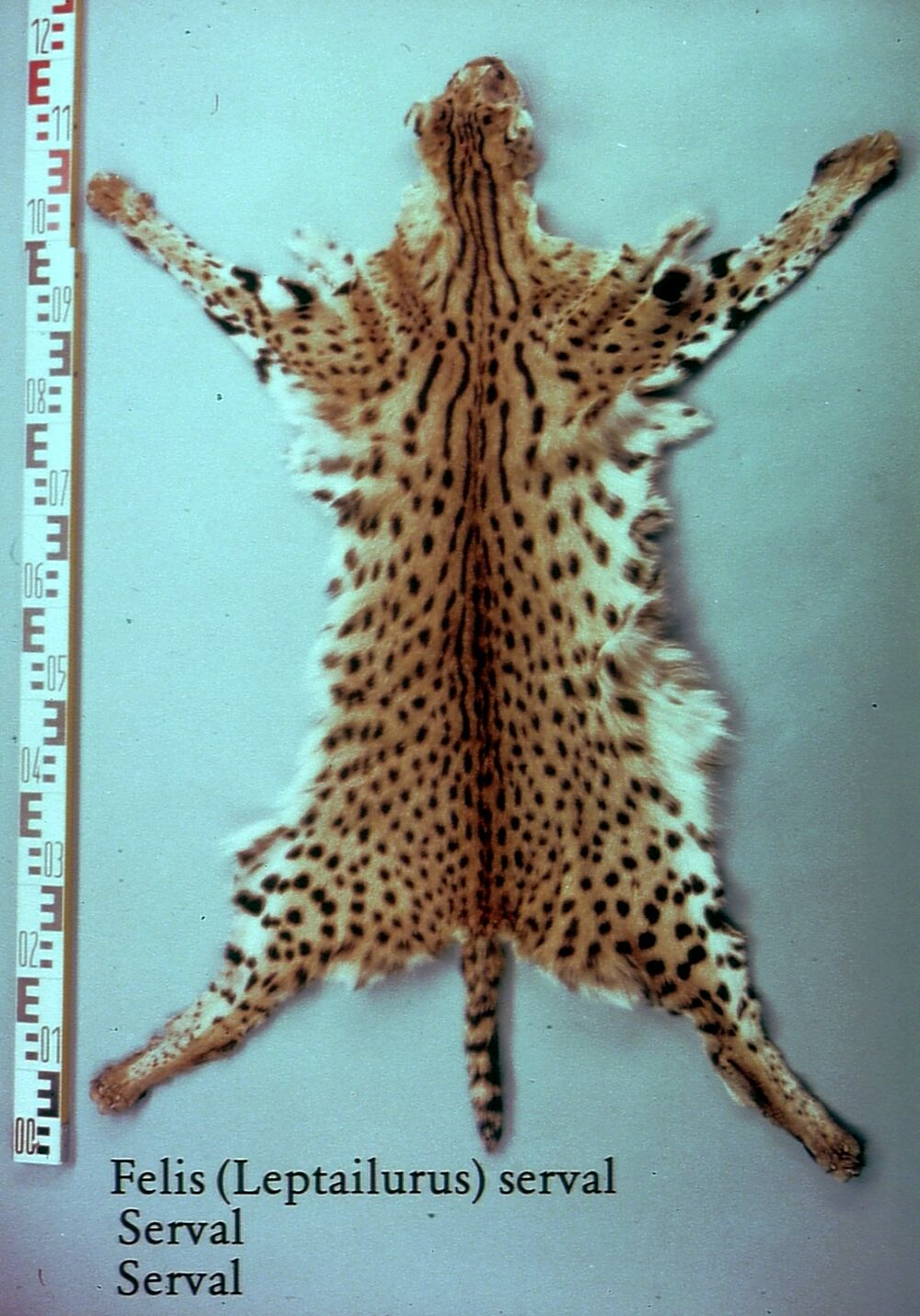
Fell eines Servals

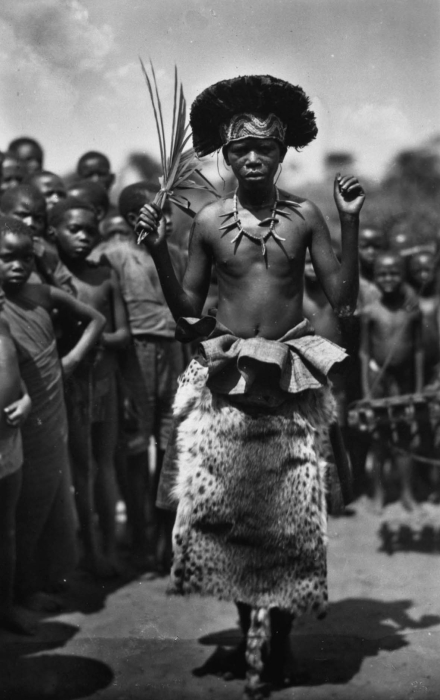
Serval-Lendenschurz eines Bakamputu-Tänzers, Kongo (zwischen 1929 und 1937)

Wie bei anderen Wildkatzen hatte auch beim Serval die Jagd und Nutzung als Pelztier eine zentrale Bedeutung, sowohl kulturell als auch kommerziell. Historisch war die Nutzung von Raubkatzenfellen und damit auch die von Servalen vor allem als Statussymbol für Krieger und Häuptlinge der indigenen Bevölkerung von Bedeutung.
Die kommerzielle Bejagung von Katzen aufgrund ihrer Pelze begann im 17. Jahrhundert mit der organisierten Jagd auf Kanadische Luchse in Nordamerika und verstärkte sich im 19. Jahrhundert, als vor allem gefleckte und gestreifte Katzenfelle aus den tropischen Regionen als Pelze für die Bekleidungsindustrie und als Dekoration populär wurden. Vor allem in der Mitte des 20. Jahrhunderts führte dies zu einem massiven Rückgang der Populationen bei den meisten betroffenen Katzenarten. Mit dem Rückgang der Großkatzen und den ersten Handels- und Fangverboten für die Pelzwirtschaft in diesen Jahrzehnten konzentrierten sich die Jäger mehr und mehr auf die kleineren Katzenarten, wobei der Serval hier keine größere Rolle spielte. Als Serval und Servalkatze wurden allerdings auch Ginsterkatzenfelle sowie die Felle der Asiatischen Zibetkatzen und der Fischkatze gehandelt und Servalfelle kamen als afrikanische Tigerkatze in den Handel.

### Domestizierung und Kreuzung mit Hauskatzen

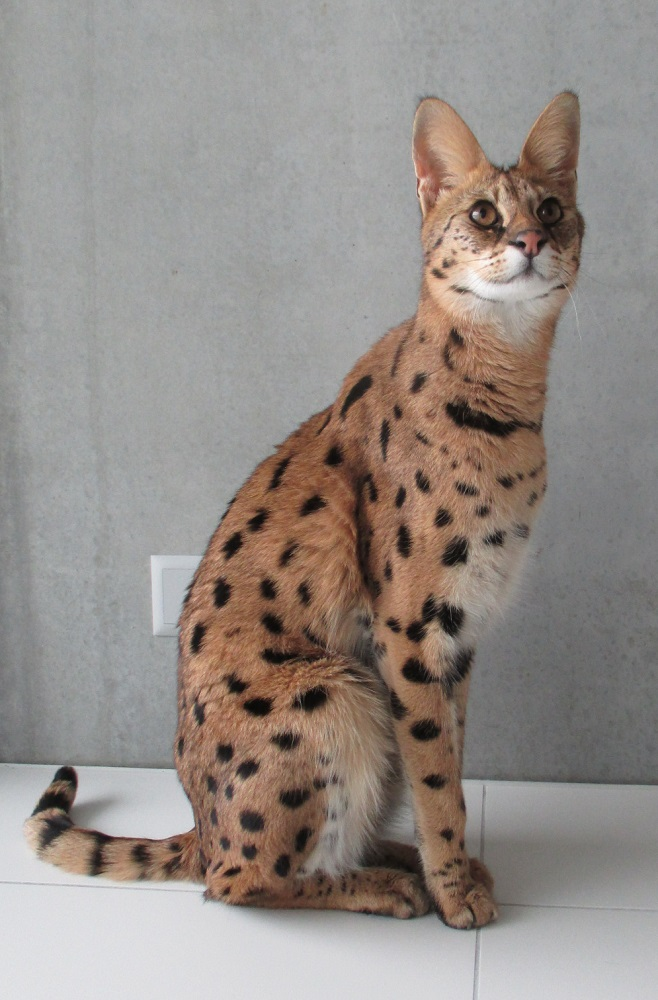
Savannah-Kater, Kreuzung aus Serval und Hauskatze

Wie viele andere Wildkatzen wurde auch der Serval teilweise von Menschen gehalten und gezähmt. Im Alten Ägypten wurde er neben dem Karakal und der Hauskatze gehalten, wurde später als Haustier jedoch weitgehend durch die Hauskatze verdrängt. Die Tiere werden auch heute noch gelegentlich als exotische Haustiere gehalten, obwohl der Besitz von Servalen in den meisten Ländern streng reguliert ist.
Servale können mit Hauskatzen gekreuzt werden. Die weiblichen Nachkommen dieser Kreuzungen sind fruchtbar, während die Männchen der ersten Kreuzungsgenerationen in aller Regel steril sind. Aus solchen Kreuzungen wurde in den 1990er-Jahren in den USA die Hauskatzenrasse Savannah gezüchtet. Die Savannah ist mittlerweile eine von der TICA anerkannte Rasse.

### Bestand und Gefährdung
Der Serval besitzt ein großes Verbreitungsgebiet und kommt in weiten Teilen häufig vor. In den meisten Schutzgebieten innerhalb des Verbreitungsgebietes ist er anzutreffen, und seine größten Bestände sind in Schutzgebieten im östlichen bis südlichen Afrika zu finden. Der Status der Tiere außerhalb von Reservaten ist ungewiss, aber sie sind anpassungsfähig und können in geeigneten Lebensräumen weit verbreitet sein, da sie Störungen in landwirtschaftlich genutzten Gebiete tolerieren, sofern Deckung und Nahrung vorhanden sind. Die Gesamtpopulation wird von der Weltnaturschutzunion IUCN in der Roten Liste gefährdeter Arten entsprechend als nicht gefährdet (least concern) eingestuft.
In den Savannen und im Grasland südlich der Sahara gelten Servale teilweise als häufig, in anderen Regionen wie im Senegal und anderen Bereichen der Sahelzone dagegen als selten. In Westafrika ist die Art ebenfalls vor allem in Schutzgebieten anzutreffen, besonders in Guinea und im Senegal sind die Bestände durch illegale Bejagung allerdings teilweise stark rückläufig.
Die nordafrikanische Unterart L. serval constantinus („Berberserval“) ist durch starke Verfolgung in die Höhen des Atlas zurückgedrängt worden, wo sie nun am Rande des Aussterbens steht. In Algerien und Tunesien gilt der Serval als ausgestorben, der Status in Marokko ist unklar. Auf einem Workshop zur Bewertung von Säugetieren im Mittelmeerraum im Jahr 2007 wurden Servale nördlich der Sahara als regional vom Aussterben bedroht eingestuft und es gab keine neuen Nachweise der Tiere seit 2003. In Algerien gab es Bemühungen zur Wiederansiedlung der Tiere im Feijda National Park. Ausgerottet wurde der Serval auch in weiten Teilen Südafrikas und in Lesotho.
In einigen Regionen, wo zunehmend mehr Getreide angebaut wird und in der Folge die Nagetierpopulation angestiegen ist, haben sich die Umweltbedingungen für Servale dagegen verbessert und es gibt viele neue Nachweise von Servalen, die auf eine Ausweitung und Wiederbesiedlung einiger Gebiete schließen lassen. Entsprechende Meldungen gibt es aus Regionen wie Zentral-Südafrika, der Nordwest-Provinz Südafrikas, Gabun, der östlichen Zentralafrikanischen Republik, Südwest-Uganda und Zentral-Namibia. Aufgrund fehlender Daten zu den Beständen kann dabei nicht bestätigt werden, ob es sich dabei um eine Vergrößerung oder um eine Verlagerung des Verbreitungsgebiets aufgrund von Lebensraumverlust und -verschlechterung sowie eine Folge des Klimawandels handelt. Die Zerstörung von Feuchtgebieten und der damit verbundene Rückgang nutzbarer Lebensräume wird ebenso wie der Umfang des (illegalen) Fellhandels in Westafrika als besorgniserregend eingestuft.

### Bedrohung und Schutzmaßnahmen
Als Hauptbedrohung für den Serval wird der zunehmende Lebensraumverlust durch die Umwandlung von Savannen und Feuchtgebieten in landwirtschaftliche Flächen betrachtet. Vor allem Feuchtgebiete beherbergen im Vergleich zu anderen Lebensraumtypen vergleichsweise hohe Nagetierdichten und bilden so die Kernbereiche der Serval-Heimatgebiete. Die Degradierung von Grasland durch jährliches Abbrennen und anschließende Überweidung durch Haustiere, was zu einem Rückgang der Anzahl kleiner Säugetiere führt, wird ebenfalls als Bedrohung angesehen, dieser wird aber eine untergeordnete Priorität zugewiesen. Obwohl Servale nur sehr selten Nutztiere erbeuten und aufgrund ihrer Jagd auf Nagetiere für die Landwirte sogar von Vorteil sein können, werden sie in ländlichen Gebieten in ganz Afrika teilweise verfolgt, weil sie auch Geflügel erbeuten. Zudem werden sie häufig durch wahllose Methoden der Raubtierbekämpfung, die von Hirten praktiziert werden, getötet.
Der internationale legale kommerzielle Handel mit den Tieren und ihren Pelzen und die damit verbundene Jagd ist generell rückläufig, obwohl Felle in einigen Ländern wie dem Senegal, Gambia und Benin immer noch in großen Mengen gehandelt und nach Nordafrika exportiert werden. In Sambia werden die Felle selten für traditionelle Kleidung verwendet, oft dienen sie dort als Ersatz für Leopardenfelle. In Westafrika scheint der Handel in erster Linie für zeremonielle oder medizinische Zwecke zu erfolgen, so werden die Tiere beispielsweise in Nigeria für die traditionelle Medizin sehr geschätzt. Auf lokalen Märkten in Nigeria waren Servale die am zweithäufigsten angebotene Säugetierart.
Seit 1976 fällt der Serval wie andere Katzenarten unter das Washingtoner Artenschutzübereinkommen (engl. CITES) und ist zusammen mit den meisten anderen wildlebenden Katzenarten in Anhang B der Verordnung (EG) Nr. 338/97 (EU-ArtenschutzVO) gelistet, so dass international und vor allem auch in der Europäischen Union die Einfuhr und Vermarktung, also auch Kauf- oder Verkaufsangebote sowie das Zurschaustellen zu kommerziellen Zwecken, grundsätzlich verboten sind. In den meisten der Heimatländer wie Algerien, Botswana, Kongo, Kenia, Liberia, Marokko, Mosambik, Nigeria, Rwanda, Südafrika und Tunesien ist die Jagd auf den Serval generell verboten und in weiteren wie Angola, Burkina Faso, der Zentralafrikanischen Republik, der Demokratischen Republik Kongo, Ghana, Malawi, Senegal, Sierra Leone, Somalia, Tansania, Togo und Sambia existieren Jagdgesetze, über die die legale Jagd reglementiert wird. In Benin, Kamerun, Äthiopien, Gabun, Gambia, Guinea-Bissau, Côte d’Ivoire, Lesotho, Malawi, Mauretanien, Marokko, Namibia, Niger, Südafrika, Sudan, Swasiland, Tunesien, Uganda und Simbabwe ist er nicht gesetzlich geschützt. Für Burundi, Tschad, Dschibuti und Guinea liegen keine Informationen vor. Für das gesamte Verbreitungsgebiet des Servals gibt es keine speziellen Netzwerke, Erhaltungspläne oder Erhaltungsprojekte (Stand 2023).
In Deutschland ist die Art über das Washingtoner Artenschutzabkommen „besonders geschützt“. So sind etwa Besitz und Verarbeitung von lebenden Tieren sowie Teilen von Tieren (Präparate, Pelze) verboten, es sei denn, man kann den zuständigen Behörden die rechtmäßige Herkunft etwa aus einer Nachzucht nachweisen.

## Belege
1. 1 2 3 4 5 6 7 8 9 10 11 12 13 14 15 16 17 18 19 20 21 22  
Serval – Leptailurus serval In: Don E. Wilson, Russell A. Mittermeier (Hrsg.): Handbook of the Mammals of the World. Volume 1: Carnivores. Lynx Edicions, Barcelona 2009, ISBN 978-84-96553-49-1, S. 141–142.
2. 1 2 3 4 5  
Mel Sunquist, Fiona Sunquist: Wild Cats of the World. The University of Chicago Press, Chicago 2002, ISBN 0-226-77999-8. S. 145.
3. 1 2 3 4 5 6 7 8 9 10 11 12 13 14 15 16 17 18 19 20 21 22 23 24 25 26 27 28 29  
L. Hunter, J. Bowland: „Leptailurus serval Serval“. In: J. Kingdon, D. Happold, T. Butynski, M. Hoffmann, M. Happold, J. Kalina (Hrsg.): Mammals of Africa. Bloomsbury Publishing, London 2013, S. 180–184. ISBN 978-1-4081-8996-2 (Google Books).
4. 1 2 3 4  
M.E. Sunquist, F.C. Sunquist: Family Felidae (Cats) In: Don E. Wilson, Russell A. Mittermeier (Hrsg.): Handbook of the Mammals of the World. Volume 1: Carnivores. Lynx Edicions, Barcelona 2009, ISBN 978-84-96553-49-1, S. 112.
5. ↑  
Nicolas Bout: Recent direct observations of the savannah felid Serval Leptailurus serval in a degraded rainforest-savannah mosaic of south-east of Gabon. African Journal of Ecology 49, 2010; S. 127–129, doi:10.1111/j.1365-2028.2010.01240.x.
6. 1 2  
Philipp Henschel, Guy-Aime Malanda, Luke Hunter: The status of savanna carnivores in the Odzala-Kokoua National Park, northern Republic of Congo. Journal of Mammalogy 95 (4), 22. August 2014; S. 882–892, doi:10.1644/13-MAMM-A-306.
7. 1 2 3 4 5  
Mel Sunquist, Fiona Sunquist: Wild Cats of the World. The University of Chicago Press, Chicago 2002, ISBN 0-226-77999-8. S. 144.
8. 1 2 3 4 5 6 7 8  
Aadje Geertsema: Impressions and Observations on Serval Behaviour in Tanzania, East Africa. Mammalia 40 (1), 1976, S. 13–19, doi:10.1515/mamm.1976.40.1.13.
9. ↑  
Tharmalingam Ramesh, Colleen T. Downs: Impact of farmland use on population density and activity patterns of serval in South Africa. Journal of Mammalogy 94 (6), 16. Dezember 2013; S. 1460–1470, doi:10.1644/13-MAMM-A-063.1.
10. ↑  
Torsten Bohm, Heribert Hofer: Population numbers, density and activity patterns of servals in savannah patches of Odzala-Kokoua National Park, Republic of Congo. African Journal of Ecology 56 (4, Special Issue, Special Section: Camera Trapping in Africa), 2018, doi:10.1111/aje.12520.
11. 1 2 3  
Mel Sunquist, Fiona Sunquist: Wild Cats of the World. The University of Chicago Press, Chicago 2002, ISBN 0-226-77999-8. S. 146.
12. ↑  
Marie Hardouin, Charlotte E. Searle, Paolo Strampelli, Josephine Smit, Amy Dickman, Alex L. Lobora, J. Marcus Rowcliffe: Density responses of lesser-studied carnivores to habitat and management strategies in southern Tanzania’s Ruaha-Rungwa landscape. PlosOne 16(3), e0242293, 30. März 2021, doi:10.1371/journal.pone.0242293.
13. ↑  
Sarah Edwards, Ruben Portas, Lise Hanssen, Piet Beytell, Joerg Melzheimer, Ken Stratford: The spotted ghost: Density and distribution of serval Leptailurus serval in Namibia. African Journal of Ecology 56 (4, Special Issue, Special Section: Camera Trapping in Africa), 2018, doi:10.1111/aje.12540.
14. ↑  
Tharmalingam Ramesh, Riddhika Kalle, Colleen T. Downs: Spatiotemporal variation in resource selection of servals: insights from a landscape under heavy land-use transformation. Journal of Mammalogy 97 (2), 23. März 2016; S. 554–567, doi:10.1093/jmammal/gyv201.
15. 1 2  
„Food and Feeding“. In: M.E. Sunquist, F.C. Sunquist: Family Felidae (Cats) In: Don E. Wilson, Russell A. Mittermeier (Hrsg.): Handbook of the Mammals of the World. Volume 1: Carnivores. Lynx Edicions, Barcelona 2009, ISBN 978-84-96553-49-1, S. 83–91.
16. 1 2 3 4  
M.E. Sunquist, F.C. Sunquist: Family Felidae (Cats) In: Don E. Wilson, Russell A. Mittermeier (Hrsg.): Handbook of the Mammals of the World. Volume 1: Carnivores. Lynx Edicions, Barcelona 2009, ISBN 978-84-96553-49-1, S. 81.
17. ↑  
Andrew J. Loveridge, Justin L. Seymour-Smith, Robynne Kotze, Andrea L. Sibanda, Kai Collins: Evidence of predation on aquatic vertebrates by serval in the Okavango Delta, Botswana. African Journal of Ecology 59 (2), Juni 2021, S. 524–527, doi:10.1111/aje.12836.
18. ↑  
Tharmalingam Ramesh, Colleen T. Downs: Diet of serval ( Leptailurus serval ) on farmlands in the Drakensberg Midlands, South Africa. Mammalia 79 (4), 2014; S. 399–407, doi:10.1515/mammalia-2014-0053, Volltext.
19. 1 2 3 4 5  
Mel Sunquist, Fiona Sunquist: Wild Cats of the World. The University of Chicago Press, Chicago 2002, ISBN 0-226-77999-8. S. 147.
20. ↑  
Ivan G. Horak, Heloise Heyne, Edward F. Donkin: Parasites of domestic and wild animals in South Africa. XLVIII. Ticks (Acari: Ixodidae) infesting domestic cats and wild felids in southern Africa. Onderstepoort Journal of Veterinary Research 77 (1), 2010, doi:10.4102/ojvr.v77i1.3.
21. ↑  
Hui Dong, Ruijing Su, Tongyi Li, Chunlei Su, Longxian Zhang, Yurong Yang: Isolation, genotyping and pathogenicity of a Toxoplasma gondii strain isolated from a Serval (Leptailurus serval) in China. In: Transboundary and Emerging Diseases. 66 (4), Juli 2019, S. 1796–1802, doi:10.1111/tbed.13234.
22. 1 2  
R. Swanepoel, B. J. Barnard, C. D. Meredith, G. C. Bishop, G. K. Brückner, C. M. Foggin, O. J. Hübschle: Rabies in southern Africa. Onderstepoort Journal of Veterinary Research 60(4), Dezember 1993, S. 325–46. PMID 7777317.
23. ↑  
Daan J. E. Loock, Emilio Rendón-Franco, Samual T. Williams, Johan van Niekerk, Lourens H. Swanepoel: Viral Prevalence in Wild Serval Population is Driven by Season and Sex. EcoHealth 18, 2021, S. 113–122, doi:10.1007/s10393-021-01533-z.
24. 1 2 3 4  
Warren E. Johnson, Eduardo Eizirik, Jill Pecon-Slattery, William J. Murphy, Agostinho Antunes, Emma Teeling, Stephen J. O’Brien: The late Miocene radiation of modern Felidae: A genetic assessment. Science 311, 2006, S. 73–77, doi:10.1126/science.1122277.
25. 1 2 3  
Stephen J. O’Brien, Warren E. Johnson: Der neue Stammbaum der Katzen. In: Spektrum der Wissenschaft. 6/2008, S. 54–61.
26. 1 2  
Johann Christian von Schreber: „Der Serval.“ In: Die Säugethiere in Abbildungen nach der Natur, mit Beschreibungen. Wolfgang Walther, Erlangen 1778, S. 407 (Digitalisat).
27. 1 2  
Johann Andreas Wagner: „Der Serval.“ In: Die Säugethiere in Abbildungen nach der Natur mit Beschreibungen Supplementband Abteilung 2, Erlangen 1841, S. 505 (Digitalisat).
28. 1 2 3  
Don E. Wilson & DeeAnn M. Reeder (Hrsg.): Leptailurus serval in Mammal Species of the World. A Taxonomic and Geographic Reference (3rd ed).
29. ↑  
N. Sewerzow: Notice sur la classification multisériale des carnivores, spécialement des Félidés, et les études de zoologie générale qui s'y rattachent. Revue et Magasin de Zoologie, Pure et Appliquée (2) 10, 1858: S. 3–8, S. 145–150, S. 193–196, S. 241–246, S. 385–393.(Digitalisat).
30. ↑  
L. Hunter: „Leptailurus“. In: J. Kingdon, D. Happold, T. Butynski, M. Hoffmann, M. Happold, J. Kalina (Hrsg.): Mammals of Africa. Bloomsbury Publishing, London 2013, S. 179. ISBN 978-1-4081-8996-2 (Google Books).
31. 1 2 3  
Reginald Innes Pocock: Notes upon some African Species of the Genus Felis, based upon specimens recently exhibited in the Society Gardens. Proceedings of the Zoological Society of London 1907, S. 656–677, hier S. 666 (Digitalisat).
32. 1 2 3 4  
Robert Charles Wroughton: Some servals and an Otomys from East Africa. The Annals and magazine of natural history; zoology, botany, and geology 5, series 8, 1910, S. 205–207 (Digitalisat).
33. 1 2  
Glover Morrill Allen: Mammals from the Blue Nile Valley. Cambridge Mass. Bulletin of the Museum of Comparative Zoology at Harvard College 58, 1914, S. 303–357, hier S. 337 (Digitalisat).
34. ↑  
Glover Morrill Allen: A checklist of African mammals. Bulletin of the Museum of Comparative Zoology at Harvard College 83, 1939, S. 1–763, hier S. 239–242 (Digitalisat).
35. 1 2  
Reginald Innes Pocock: Three races, one new, of the serval (Leptailurus) from North Africa. Annals and Magazine of Natural History, Series 11, 11 (82), S 690–698, doi:10.1080/00222934408527466.
36. ↑  
Don E. Wilson & DeeAnn M. Reeder (Hrsg.): Leptailurus serval serval in Mammal Species of the World. A Taxonomic and Geographic Reference (3rd ed).
37. ↑  
Johann Andreas Wagner: Die Säugethiere in Abbildungen nach der Natur mit Beschreibungen Supplementband Abteilung 2, Erlangen 1841, S. 547 (Digitalisat).
38. ↑  
Don E. Wilson & DeeAnn M. Reeder (Hrsg.): Leptailurus serval brachyurus in Mammal Species of the World. A Taxonomic and Geographic Reference (3rd ed).
39. ↑  
Georg Forster: „LIII. Der Karakal.“ In: Herrn von Büffons Naturgeschichte der vierfüssigen Thiere. Mit Vermehrungen, aus dem Französischen übersetzt. Sechster Band. Joachim Pauli, Berlin; 1780, S. 299–319, hier S. 305 und S. 113 (Digitalisat).
40. ↑  
Don E. Wilson & DeeAnn M. Reeder (Hrsg.): Leptailurus serval constantinus in Mammal Species of the World. A Taxonomic and Geographic Reference (3rd ed).
41. ↑  
A.C. Kitchener, C. Breitenmoser-Würsten, E. Eizirik, A. Gentry, L. Werdelin, A. Wilting, N. Yamaguchi, A.V. Abramov, P. Christiansen, C. Driscoll, J.W. Duckworth, W. Johnson, S.-J. Luo, E. Meijaard, P. O’Donoghue, J. Sanderson, K. Seymour, M. Bruford, C. Groves, M. Hoffmann, K. Nowell, Z. Timmons, S. Tobe: A revised taxonomy of the Felidae: The final report of the Cat Classification Task Force of the IUCN Cat Specialist Group. Cat News, Special Issue 11, 2017, S. 58–60 (Volltext).
42. 1 2 3 4  
Artenprofil Serval bei der IUCN/SSC Cat Specialist Group; abgerufen am 10. August 2023.
43. ↑  Serval auf etymonline.com; abgerufen am 11. August 2011.
44. ↑  λεπτός und αἴλουρος In: Henry George Liddell, Robert Scott: A Greek–English Lexicon im Perseus Project; abgerufen am 11. August 2011.
45. ↑  
Lars Werdelin, Reihaneh Dehghani: Carnivora. In: Terry Harrison (Hrsg.): Paleontology and Geology of Laetoli: Human Evolution in Context. Vertebrate Paleobiology and Paleoanthropology Series. Springer, Dordrecht, 2011, S. 189–232, doi:10.1007/978-90-481-9962-4 8.
46. ↑  F. Clark Howell, Nuria García: Carnivora (Mammalia) from Lemudong’o (Late Miocene: Narok District, Kenya). Kirtlandia 56, 2007, S. 121–139 ().
47. ↑  Lars Werdelin, Stéphane Peigné: Carnivora. In: Lars Werdelin, William Joseph Sanders (Hrsg.): Cenozoic mammals of Africa. University of California Press, 2010, S. 603–657 (S. 645).
48. 1 2  
„Relationship with Humans“. In: M.E. Sunquist, F.C. Sunquist: Family Felidae (Cats) In: Don E. Wilson, Russell A. Mittermeier (Hrsg.): Handbook of the Mammals of the World. Volume 1: Carnivores. Lynx Edicions, Barcelona 2009, ISBN 978-84-96553-49-1, S. 103–115; hier S. 103–106.
49. ↑  
Christian Franke/Johanna Kroll: Jury Fränkel´s Rauchwaren-Handbuch 1988/89. 10. überarbeitete und ergänzte Neuauflage, Rifra-Verlag Murrhardt, S. 102–107.
50. ↑  
Eric Faure, Andrew C. Kitchener: An Archaeological and Historical Review of the Relationships between Felids and People. Anthrozoös 22 (3), 2009, S. 221–238, doi:10.2752/175303709X457577.
51. 1 2 3 4 5 6 7 8 9 10  
Leptailurus serval in der Roten Liste gefährdeter Arten der IUCN 2023. Eingestellt von: C. Thiel, 2019. Abgerufen am 29. Juli 2023.
52. ↑  
Eric Herrmann, Jan F. Kamler, Nico L. Avenant: New records of servals Leptailurusserval in central South Africa. South African Journal of Wildlife Research 38(2), 2008; S. 185–188, doi:10.3957/0379-4369-38.2.185.
53. ↑  
Verordnung (EG) Nr. 865/2006 der Kommission vom 4. Mai 2006 mit Durchführungsbestimmungen zur Verordnung (EG) Nr. 338/97 des Rates über den Schutz von Exemplaren wild lebender Tier- und Pflanzenarten durch Überwachung des Handels in der konsolidierten Fassung vom 27. Februar 2019; abgerufen am 19. August 2023.
54. ↑  Art. 8 Abs. 5 VO (EG) Nr. 338/97, Ausnahmen Abs. 3 bis 4.
55. ↑  
Gemäß § 7 Abs. 2 Ziff. 13a Bundesnaturschutzgesetz.
56. ↑  § 44 Abs. 2 Ziff. 1 Bundesnaturschutzgesetz; zu den Ausnahmen § 45 und § 46.